# Episodi di Colt .45 (seconda stagione)
La seconda stagione della serie televisiva Colt. 45 è andata in onda negli Stati Uniti dal 5 aprile 1959 al 28 giugno 1959 sulla ABC.
| nº | Titolo originale          | Prima TV USA   |
| -- | ------------------------- | -------------- |
| 1  | The Escape                | 5 aprile 1959  |
| 2  | Dead Aim                  | 12 aprile 1959 |
| 3  | The Magic Box             | 19 aprile 1959 |
| 4  | The Confession            | 26 aprile 1959 |
| 5  | The Man Who Loved Lincoln | 3 maggio 1959  |
| 6  | The Sanctuary             | 10 maggio 1959 |
| 7  | The Saga of Sam Bass      | 17 maggio 1959 |
| 8  | Amnesty                   | 24 maggio 1959 |
| 9  | The Pirate                | 31 maggio 1959 |
| 10 | Law West of the Pecos     | 7 giugno 1959  |
| 11 | Don't Tell Joe            | 14 giugno 1959 |
| 12 | Return to El Paso         | 21 giugno 1959 |
| 13 | Night of Decision         | 28 giugno 1959 |

## The Escape
- Prima televisiva: 5 aprile 1959
- Diretto da: Lee Sholem

### Trama
- Guest star: Richard Miles, Sandy Kenyon, Bern Hoffman, Robert Griffin, Myrna Fahey (Sue), Adam West (sergente Ed Kallen)

## Dead Aim
- Prima televisiva: 12 aprile 1959
- Diretto da: Lee Sholem
- Soggetto di: Sid Harris

### Trama
- Guest star: Ken Osmond (Tommy), Norbert Schiller (J. W. Stols), Michael Hinn (sceriffo Hough), James Maloney (dottor Clark Lingle), Jaclynne Greene (Millie), John Doucette (Lou Gore), Bing Russell (Jed Coy)

## The Magic Box
- Prima televisiva: 19 aprile 1959
- Diretto da: George Waggner
- Scritto da: A. Sanford Wolf, Irwin Winehouse

### Trama
- Guest star: Maurice Manson (Brady), Barbara Stuart (Belle), Dan Sheridan (Babcock), Vaughn Taylor (Oliver Pate), Michael Carr (White Wolf)

## The Confession
- Prima televisiva: 26 aprile 1959
- Diretto da: Harold Daniels

### Trama
- Guest star: Don C. Harvey (sceriffo Clinter), Charles Aidman (Arthur Sibley), Dallas Mitchell (Joe Donnelly), Dorothy Provine (Ann Donnelly)

## The Man Who Loved Lincoln
- Prima televisiva: 3 maggio 1959
- Diretto da: Arthur Ripley

### Trama
- Guest star: Robert McQueeney (Edwin Booth), Hugh Sanders (Jameson), Roxane Berard (Adah Menken), Donald Buka (David Belasco)

## The Sanctuary
- Prima televisiva: 10 maggio 1959
- Diretto da: Jodie Copelan

### Trama
- Guest star: Van Williams (Tom Rucker), Andra Martin (Lorelei Chadwick), Harry Lauter (Johnny Tyler), Lyle Talbot (sceriffo Clyde Chadwick)

## The Saga of Sam Bass
- Prima televisiva: 17 maggio 1959
- Diretto da: William J. Hole

### Trama
- Guest star: Ken Clark Jr., Mickey Simpson, House Peters, Jr. (sceriffo), Ann Doran (Liz Sawyer), Alan Hale, Jr. (Sam Bass)

## Amnesty
- Prima televisiva: 24 maggio 1959
- Diretto da: William J. Hole

### Trama
- Guest star: Robert Conrad (Billy the Kid), Willis Bouchey (governatore Lew Wallace), Wayne Heffley (Pat Garrett)

## The Pirate
- Prima televisiva: 31 maggio 1959
- Soggetto di: Day Keene

### Trama
- Guest star: Robert Foulk (Boatswain Boggs), Lance Fuller (Orin Mason), Patti Kane (Gilda), Neil Hamilton (capitano Johnson)

## Law West of the Pecos
- Prima televisiva: 7 giugno 1959
- Diretto da: Alan Crosland, Jr.
- Scritto da: John Tucker Battle

### Trama
- Guest star: Jack Lambert, William Lally (sergente Webster), Lisa Gaye (June Webster), Frank Ferguson (giudice Roy Bean), Douglas Kennedy (Jay Brisco)

## Don't Tell Joe
- Prima televisiva: 14 giugno 1959

### Trama
- Guest star: Adam West (Marshal Joe Benjamin), James Anderson (Shift Wilson), Mary Webster (Martha), Charles Fredericks (Ollie Blaine)

## Return to El Paso
- Prima televisiva: 21 giugno 1959
- Diretto da: Lee Sholem

### Trama
- Guest star: James Lydon (Willy), Paul Picerni (Jose), Robert Lowery (Richard Delgado), Kasey Rogers (Jessica Delgado)

## Night of Decision
- Prima televisiva: 28 giugno 1959
- Diretto da: Leslie H. Martinson

### Trama
- Guest star: Jory Raymond, Dallas Mitchell (Ben), Edith Evanson (Ma Thorpe), Leonard Nimoy (Luke Reid)